# Bernard Foccroulle

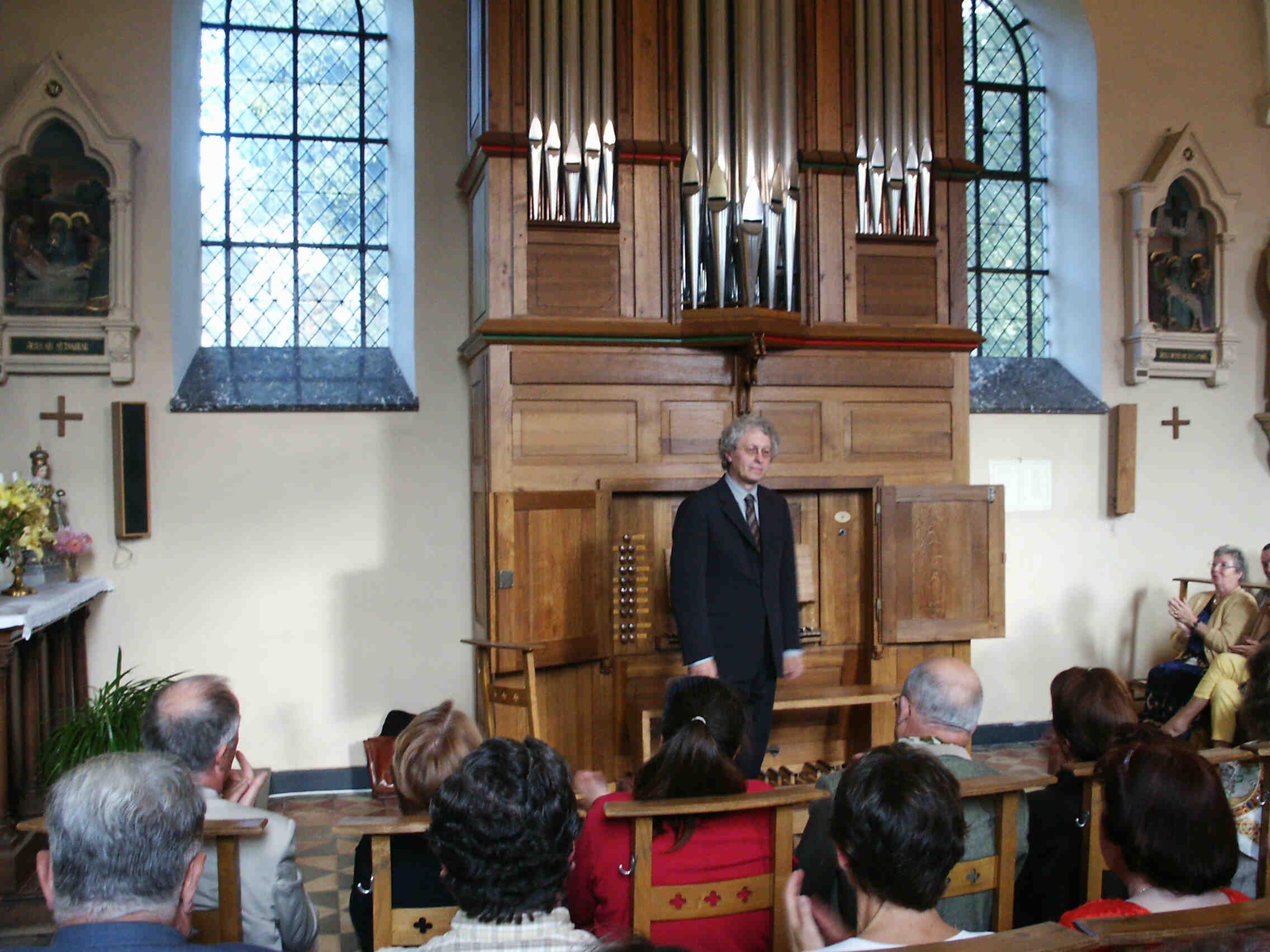

Bernard Foccroulle (Liegi, 23 novembre 1953) è un organista, compositore e direttore d'orchestra belga.

## Biografia
Nato nel 1953, Bernard Foccroulle studiò con Hubert Schoonbroodt al conservatorio di Liegi. Successivamente si perfezionò con Xavier Darasse, Bernard Lagacé e Gustav Leonhardt. La sua carriera concertistica all'organo iniziò nel 1974 con la partecipazione al Festival internazionale di Royan. Professore di analisi musicale presso il conservatorio di Liegi, Foccroulle ha inoltre composto numerosi brani per organo, così come opere per strumenti da camera come la viola da gamba. Nel 1980 fu tra i fondatori del gruppo Ricercar Consort.
Nel 1992 venne nominato direttore del Théâtre Royal de la Monnaie, incarico che mantenne fino al 2007. È stato presidente dell'associazione no-profit Opera Europa, con sede a Bruxelles, e membro dell'Académie Royale de Belgique. Nel 2009 succedette a Jean Ferrard come docente di organo presso il conservatorio di Liegi. Nella vasta discografia di Foccroulle si segnalano l'integrale delle opere per organo di Johann Sebastian Bach e di Dietrich Buxtehude.